# Liste de séries policières françaises
 (mai 2025).
Cet article recense les séries télévisées créées, tournées et produites en France, dont le genre est policier et comprenant plusieurs enquêtes policières.

## Chaînes

### TF1
87 séries policières françaises ont été ou sont diffusées sur TF1 depuis 1976. Les séries sont classées par année de fin de diffusion de la plus récente à la plus ancienne.
| N° | Nom                                      | Nombre de saisons | Nombre d'épisodes | Début diffusion | Fin diffusion | Durée des épisodes (en min) | Durée des épisodes (en min) | Lieu(x) des enquêtes        | Département(s) des enquêtes      | Société(s) de production (hors chaînes de télé et sociétés étrangères) | DVD | Fiche |
| -- | ---------------------------------------- | ----------------- | ----------------- | --------------- | ------------- | --------------------------- | --------------------------- | --------------------------- | -------------------------------- | ---------------------------------------------------------------------- | --- | ----- |
| 1  | Le négociateur                           | 1                 | 6                 | 2023            | En cours      | 52                          | --                          | Lille                       | Nord                             | Caméra Subjective                                                      | Non | Fiche |
| 2  | Cannes police criminelle                 | 1                 | 6                 | 2023            | En cours      | 42                          | --                          | Cannes                      | Alpes-Maritimes                  | AMC Networks                                                           | Non | Fiche |
| 3  | Master Crimes                            | 2                 | 18                | 2023            | En cours      | 52                          | --                          | Paris                       | Paris                            | Mam Fiction                                                            | Non | Fiche |
| 4  | HPI                                      | 4                 | 32                | 2021            | En cours      | 52                          | --                          | Lille                       | Nord                             | --                                                                     | Oui | Fiche |
| 5  | Section de recherches                    | 16                | 167               | 2006            | En cours      | 52                          | --                          | Bordeaux, Nice              | Gironde, Alpes-Maritimes         | Les Auteurs Associés, Dragons Films                                    | Oui | Fiche |
| 6  | Léo Matteï, Brigade des mineurs          | 12                | 55                | 2013            | En cours      | 52                          | --                          | Paris, Marseille            | Île-de-France, Bouches-du-Rhône  | LGM Films                                                              | Non | Fiche |
| 7  | Panda                                    | 2                 | 8                 | 2023            | 2025          | 52                          | --                          | Arles                       | Bouches-du-Rhône                 | Superprod Drama                                                        | Non | Fiche |
| 8  | Mercato                                  | 1                 | 8                 | 2024            | 2024          | 52                          | --                          | Marseille                   | Bouches-du-Rhône                 | Itinéraire Productions                                                 | Non | Fiche |
| 9  | Vise le cœur                             | 2                 | 12                | 2022            | 2023          | 52                          | --                          | Paris                       | Île-de-France                    | Beaubourg Audiovisuel                                                  | Oui | Fiche |
| 10 | Balthazar                                | 4                 | 32                | 2018            | 2023          | 52                          | --                          | Paris                       | Paris                            | Beaubourg Stories                                                      | Oui | Fiche |
| 11 | Alice Nevers                             | 19                | 121               | 2002            | 2022          | 90                          | 52                          | Paris                       | Paris                            | Ego Productions                                                        | Oui | Fiche |
| 12 | Rebecca                                  | 1                 | 6                 | 2021            | 2021          | 52                          | --                          | Paris                       | Paris                            | Mam Fiction                                                            | Non | Fiche |
| 13 | Munch                                    | 4                 | 32                | 2016            | 2021          | 52                          | -                           | Paris                       | Île-de-France                    |                                                                        | Oui | Fiche |
| 14 | Profilage                                | 10                | 102               | 2009            | 2020          | 52                          | --                          | Paris                       | Paris                            | Beaubourg Audiovisuel                                                  | Oui | Fiche |
| 15 | Olivia                                   | 1                 | 6                 | 2019            | 2019          | 52                          | --                          | Nice                        | Alpes-Maritimes                  | JLA Productions                                                        | Non | Fiche |
| 16 | Prof T.                                  | 1                 | 6                 | 2018            | 2018          | 52                          | --                          | Nantes                      | Loire-Atlantique                 | Stromboli Pictures                                                     | Non | Fiche |
| 17 | La Mante                                 | 1                 | 6                 | 2017            | 2017          | 52                          | --                          | Paris                       | Paris                            | Septembre Productions                                                  | Non | Fiche |
| 18 | Instinct                                 | 1                 | 2                 | 2016            | 2016          | 52                          | --                          | Paris                       | Paris                            | JLA Productions                                                        | Non | Fiche |
| 19 | Contact                                  | 2                 | 8                 | 2015            | 2017          | 52                          | --                          | Aix-en-Provence             | Bouches-du-Rhône                 | BE-FILMS, JLA Productions                                              | Non | Fiche |
| 20 | Falco                                    | 4                 | 30                | 2013            | 2016          | 52                          | --                          | Paris                       | Paris                            | Beaubourg Audiovisuel                                                  | Oui | Fiche |
| 21 | Crossing Lines                           | 3                 | 34                | 2013            | 2015          | 45                          | --                          | La Haye                     | --                               | Sony Pictures Releasing, Tandem Prod                                   | Oui | Fiche |
| 22 | Les Virtuoses                            | 1                 | 7                 | 2010            | 2015          | 52                          | --                          | Paris                       | Paris                            | GMT production                                                         | Non | Fiche |
| 23 | La Loi selon Bartoli                     | 1                 | 3                 | 2011            | 2014          | 90                          | --                          | Aix-en-Provence             | Bouches-du-Rhône                 | Little Big Films, AT-Productions, Sony Pictures Releasing              | Non | Fiche |
| 24 | RIS police scientifique                  | 9                 | 100               | 2006            | 2014          | 52                          | --                          | Paris                       | Paris                            | Alma Productions                                                       | Oui | Fiche |
| 25 | Julie Lescaut                            | 22                | 101               | 1992            | 2014          | 90                          | --                          | Les Clairières, Paris       | Essonne, Paris                   | GMT Productions                                                        | Oui | Fiche |
| 26 | Jo                                       | 1                 | 8                 | 2013            | 2013          | 45                          | --                          | Paris                       | Paris                            | Atlantique Productions                                                 | Oui | Fiche |
| 27 | Interpol                                 | 2                 | 13                | 2010            | 2012          | 52                          | --                          | Lyon                        | Rhône                            | Fontana Productions, FullMoon Films                                    | Non | Fiche |
| 28 | Sauveur Giordano                         | 7                 | 16                | 2001            | 2012          | 90                          | --                          | Paris                       | Paris                            | DEMD Productions, Saga Films                                           | Oui | Fiche |
| 29 | Flics                                    | 2                 | 8                 | 2008            | 2011          | 52                          | --                          | Paris                       | Paris                            | GMT Productions, Gentleman Films                                       | Oui | Fiche |
| 30 | Sœur Thérèse.com                         | 10                | 21                | 2002            | 2011          | 90                          | --                          | Paris                       | Paris                            | BE-FILMS, Télécip                                                      | Oui | Fiche |
| 31 | Affaires étrangères                      | 1                 | 4                 | 2010            | 2010          | 90                          | --                          | Paris                       | Paris                            | Les Films de l'Astre, AT-Productions                                   | Non | Fiche |
| 32 | Diane, femme flic                        | 7                 | 35                | 2003            | 2010          | 90                          | 52                          | Versailles                  | Yvelines                         | GMT Productions                                                        | Non | Fiche |
| 33 | Brigade Navarro                          | 2                 | 8                 | 2007            | 2009          | 52                          | --                          | Paris                       | Paris                            | JLA Productions                                                        | Non | Fiche |
| 34 | Femmes de loi                            | 9                 | 44                | 2000            | 2009          | 90                          | 52                          | Versailles                  | Yvelines                         | Alizés Films                                                           | Oui | Fiche |
| 35 | Paris, enquêtes criminelles              | 3                 | 20                | 2007            | 2008          | 52                          | --                          | Paris                       | Paris                            | Alma Productions                                                       | Oui | Fiche |
| 36 | Commissaire Cordier                      | 3                 | 12                | 2005            | 2008          | 90                          | --                          | Nanterre                    | Hauts-de-Seine                   | Telfrance                                                              | Non | Fiche |
| 37 | Commissaire Valence                      | 1                 | 12                | 2003            | 2008          | 90                          | --                          | Paris                       | Paris                            | Adélaïde Productions                                                   | Oui | Fiche |
| 38 | Une femme d'honneur                      | 11                | 37                | 1996            | 2008          | 90                          | --                          | Auxerre, Carpentras, Grasse | Yonne, Vaucluse, Alpes-Maritimes | Via Productions                                                        | Oui | Fiche |
| 39 | Commissaire Moulin                       | 8                 | 70                | 1976            | 2008          | 90                          | --                          | Paris                       | Paris                            | Protécréa, Telfrance, PM Films                                         | Oui | Fiche |
| 40 | Rose et Val                              | 2                 | 5                 | 2005            | 2007          | 90                          | --                          | Paris                       | Paris                            | Dajma Productions                                                      | Non | Fiche |
| 41 | Carla Rubens                             | 1                 | 2                 | 2005            | 2007          | 90                          | --                          | Paris                       | Paris                            | Sama Productions, Galaxy Films                                         | Non | Fiche |
| 42 | Franck Keller                            | 1                 | 5                 | 2003            | 2007          | 90                          | --                          | Paris                       | Paris                            | Son et Lumière                                                         | Non | Fiche |
| 43 | Alex Santana, négociateur                | 1                 | 9                 | 2002            | 2007          | 90                          | --                          | Paris                       | Paris                            | Aubes Productions                                                      | Non | Fiche |
| 44 | Malone                                   | 1                 | 6                 | 2002            | 2007          | 90                          | --                          | Paris                       | Paris                            | Sérial producteur                                                      | Non | Fiche |
| 45 | Navarro                                  | 16                | 108               | 1989            | 2007          | 90                          | --                          | Paris                       | Paris                            | Hamster Productions                                                    | Oui | Fiche |
| 46 | Le Proc                                  | 1                 | 6                 | 2004            | 2006          | 90                          | --                          | Paris                       | Paris                            | DEMD Productions                                                       | Non | Fiche |
| 47 | Les Montana                              | 1                 | 3                 | 2004            | 2005          | 90                          | --                          | Paris                       | Paris                            | BE-FILMS, Telfrance                                                    | Non | Fiche |
| 48 | Fargas                                   | 3                 | 5                 | 2003            | 2005          | 90                          | --                          | Paris                       | Paris                            | FIT Productions                                                        | Non | Fiche |
| 49 | Marc Eliot                               | 4                 | 20                | 1998            | 2005          | 52                          | 90                          | Paris                       | Paris                            | Sérial Producteurs                                                     | Non | Fiche |
| 50 | Les Cordier, juge et flic                | 12                | 61                | 1992            | 2005          | 90                          | --                          | Nanterre                    | Hauts-de-Seine                   | Telfrance                                                              | Oui | Fiche |
| 51 | Fabio Montale                            | 1                 | 3                 | 2002            | 2002          | 90                          | --                          | Marseille                   | Bouches-du-Rhône                 | GMT Productions                                                        | Oui | Fiche |
| 52 | Commissariat Bastille                    | 1                 | 7                 | 2001            | 2002          | 90                          | --                          | Paris                       | Paris                            | DEMD Productions                                                       | Non | Fiche |
| 53 | 72 heures                                | 1                 | 12                | 2001            | 2002          | 52                          | --                          | Paris                       | Paris                            | Marathon Productions                                                   | Non | Fiche |
| 54 | Brigade spéciale                         | 2                 | 4                 | 1999            | 2002          | 90                          | --                          | Paris                       | Paris                            | Ellipse Programme, Alya Productions                                    | Non | Fiche |
| 55 | Vérité oblige                            | 2                 | 6                 | 1997            | 2002          | 90                          | --                          | Paris                       | Paris                            | Dune Productions                                                       | Oui | Fiche |
| 56 | Florence Larrieu : le juge est une femme | 7                 | 17                | 1993            | 2002          | 90                          | --                          | Paris                       | Paris                            | SFP, Ego Productions                                                   | Oui | Fiche |
| 57 | Mathieu Corot                            | 1                 | 4                 | 2000            | 2001          | 90                          | --                          | Bordeaux                    | Gironde                          | GMT Production                                                         | Non | Fiche |
| 58 | Les Duettistes                           | 1                 | 3                 | 1999            | 2001          | 90                          | --                          | Paris                       | Paris                            | Escazal Films                                                          | Non | Fiche |
| 59 | Un homme en colère                       | 4                 | 16                | 1997            | 2001          | 90                          | --                          | Paris                       | Paris                            | Alya Production                                                        | Non | Fiche |
| 60 | Les Bœuf-carottes                        | 1                 | 9                 | 1995            | 2001          | 90                          | --                          | Paris                       | Paris                            | Alizés Films, Hamster Productions                                      | Oui | Fiche |
| 61 | Le G.R.E.C.                              | 1                 | 8                 | 2000            | 2000          | 52                          | --                          | Paris                       | Paris                            | JLA Productions                                                        | Non | Fiche |
| 62 | Justice                                  | 1                 | 4                 | 1999            | 2000          | 90                          | --                          | Paris                       | Paris                            | Les Auteurs Associés                                                   | Non | Fiche |
| 63 | Island détectives                        | 1                 | 17                | 1999            | 1999          | 52                          | --                          | Saint-Martin                | Saint-Martin                     | AB Productions                                                         | Non | Fiche |
| 64 | Van Loc                                  | 1                 | 7                 | 1992            | 1998          | 90                          | --                          | Marseille                   | Bouches-du-Rhône                 | France Films TV                                                        | Non | Fiche |
| 65 | Groupe Nuit                              | 2                 | 3                 | 1996            | 1998          | 90                          | --                          | Paris                       | Paris                            | Protécréa                                                              | Non | Fiche |
| 66 | Avocat d'office                          | 1                 | 3                 | 1995            | 1997          | 90                          | --                          | Paris                       | Paris                            | Millésime Productions                                                  | Oui | Fiche |
| 67 | François Kléber                          | 1                 | 6                 | 1995            | 1996          | 90                          | --                          | Paris                       | Paris                            | Hamster Productions                                                    | Non | Fiche |
| 68 | Flics de choc                            | 1                 | 3                 | 1994            | 1996          | 90                          | --                          | Paris                       | Paris                            | DEMD Productions                                                       | Non | Fiche |
| 69 | Le JAP, juge d'application des peines    | 1                 | 8                 | 1992            | 1996          | 90                          | --                          | Paris                       | Paris                            | DEMD Productions                                                       | Non | Fiche |
| 70 | Imogène                                  | 7                 | 13                | 1989            | 1996          | 90                          | --                          | Plouguirec                  | Finistère                        | GMT, SFP                                                               | Non | Fiche |
| 71 | Rocca                                    | 3                 | 4                 | 1993            | 1995          | 90                          | --                          | Marseille                   | Bouches-du-Rhône                 | Protécréa                                                              | Non | Fiche |
| 72 | Commissaire Chabert                      | 2                 | 2                 | 1991            | 1994          | 90                          | --                          | Paris                       | Paris                            | Protécréa                                                              | Non | Fiche |
| 73 | Inspecteur Médeuze                       | 2                 | 6                 | 1993            | 1998          | 90                          | --                          | Paris                       | Paris                            | SFP                                                                    | Non | Fiche |
| 74 | La guerre des privés                     | 1                 | 3                 | 1992            | 1993          | 90                          | --                          | Paris                       | Paris                            | Gaumont télévision                                                     | Non | Fiche |
| 75 | Le Triplé gagnant                        | 4                 | 8                 | 1989            | 1992          | 90                          | --                          | Marseille                   | Bouches-du-Rhône                 | Protécréa                                                              | Non | Fiche |
| 76 | Le Chinois                               | 3                 | 6                 | 1989            | 1992          | 90                          | --                          | Paris                       | Paris                            | Initial Audiovisuel                                                    | Non | Fiche |
| 77 | Paparoff                                 | 3                 | 8                 | 1988            | 1991          | 90                          | --                          | Paris                       | Paris                            | Protécréa                                                              | Non | Fiche |
| 78 | Marie Pervenche                          | 3                 | 22                | 1984            | 1991          | 52 / 80                     | --                          | Paris                       | Paris                            | SFP                                                                    | Oui | Fiche |
| 79 | Un privé au soleil                       | 1                 | 6                 | 1989            | 1990          | 90                          | --                          | Cannes                      | Alpes-Maritimes                  | SFP                                                                    | Non | Fiche |
| 80 | Les Dossiers de l'inspecteur Lavardin    | 1                 | 4                 | 1988            | 1990          | 90                          | --                          | Paris                       | Paris                            | Amaya Technisonor                                                      | Oui | Fiche |
| 81 | M’as-tu vu ?                             | 1                 | 6                 | 1988            | 1988          | 50                          | --                          | Paris                       | Paris                            | SFP                                                                    | Non | Fiche |
| 82 | Julien Fontanes, magistrat               | 9                 | 25                | 1980            | 1989          | 90                          | --                          | Paris                       | Paris                            | SFP                                                                    | Non | Fiche |
| 83 | Marion                                   | 1                 | 6                 | 1982            | 1982          | 52                          | --                          | Paris                       | Paris                            | Telfrance                                                              | Oui | Fiche |
| 84 | Opération Trafics                        | 1                 | 6                 | 1980            | 1980          | 52                          | --                          | Strasbourg                  | Bas-Rhin                         | SFP                                                                    | Non | Fiche |
| 85 | Miss                                     | 1                 | 6                 | 1979            | 1979          | 52                          | --                          | Paris                       | Paris                            | Taurus Films, Amaya Technisonor                                        | Oui | Fiche |
| 86 | Désiré Lafarge                           | 2                 | 8                 | 1977            | 1979          | 90                          | --                          | Paris                       | Paris                            | SFP                                                                    | Non | Fiche |
| 87 | Rendez-vous en noir                      | 1                 | 6                 | 1977            | 1977          | 52                          | --                          | Paris                       | Paris                            | SFP                                                                    | Non | Fiche |

### Antenne 2puisFrance 2
66 séries policières françaises ont été ou sont diffusées sur France 2 depuis 1958. Les séries sont classées par année de fin de diffusion de la plus récente à la plus ancienne.
| N° | Nom                                   | Nombre de saisons | Nombre d'épisodes | Début diffusion | Fin diffusion | Durée des épisodes (en min) | Lieu(x) des enquêtes | Département(s) des enquêtes | Société(s) de production (hors chaînes de télé et sociétés étrangères) | DVD | Fiche |
| -- | ------------------------------------- | ----------------- | ----------------- | --------------- | ------------- | --------------------------- | -------------------- | --------------------------- | ---------------------------------------------------------------------- | --- | ----- |
| 1  | Les Invisibles                        | 2                 | 12                | 2021            | En cours      | 52                          | Lille                | Nord                        | Storia Productions, Fit Productions                                    |     | Fiche |
| 2  | Tropiques criminels                   | 3                 | 24                | 2019            | En cours      | 52                          | Fort-de-France       | Martinique                  | Fédération Entertainment                                               | Non | Fiche |
| 3  | Astrid et Raphaëlle                   | 3                 | 25                | 2019            | En cours      | 52                          | Paris                | Paris                       | JLA Productions                                                        | Non | Fiche |
| 4  | L'Art du crime                        | 5                 | 18                | 2017            | En cours      | 52                          | Paris                | Paris                       | Gaumont Télévision                                                     | Oui | Fiche |
| 5  | Alex Hugo                             | 8                 | 25                | 2014            | En cours      | 90                          | Orcières             | Hautes-Alpes                | MFP                                                                    | Non | Fiche |
| 6  | Candice Renoir                        | 10                | 84                | 2013            | En cours      | 52                          | Sète                 | Hérault                     | Boxeur de lune, Boxeur 7                                               | Oui | Fiche |
| 7  | Meurtres au Paradis                   | 11                | 90                | 2011            | En cours      | 60                          | Honoré               | Saint-Marie                 | Skyprod, Red Planet Pictures                                           | Oui | Fiche |
| 8  | Les Petits Meurtres d'Agatha Christie | 3                 | 42                | 2009            | 2024          | 90                          | Lille                | Nord                        | Escazal Films                                                          | Oui | Fiche |
| 9  | Les Rivières pourpres                 | 4                 | 32                | 2018            | 2022          | 52                          | Paris                | Paris                       | EuropaCorp Télévision                                                  | Oui | Fiche |
| 10 | Caïn                                  | 8                 | 68                | 2012            | 2020          | 52                          | Marseille            | Bouches-du-Rhône            | DEMD Productions                                                       | Oui | Fiche |
| 11 | Double je                             | 1                 | 8                 | 2019            | 2019          | 52                          | Bordeaux             | Gironde                     | Making Prod                                                            | Oui | Fiche |
| 12 | Collection Fred Vargas                | 1                 | 7                 | 2008            | 2019          | 90                          | Paris                | Paris                       | GMT Productions, Passionfilms, Transfilm                               | Non | Fiche |
| 13 | Zone Blanche                          | 2                 | 16                | 2017            | 2019          | 52                          | Villefranche         | Vosges                      | Ego production                                                         | Oui | Fiche |
| 14 | Chérif                                | 6                 | 60                | 2013            | 2019          | 52                          | Lyon                 | Rhône                       | Making Prod                                                            | Oui | Fiche |
| 15 | Nicolas Le Floch                      | 6                 | 12                | 2008            | 2018          | 90                          | Paris                | Paris                       | Compagnie des Phares et Balises                                        | Oui | Fiche |
| 16 | Boulevard du Palais                   | 17                | 55                | 1999            | 2017          | 90                          | Paris                | Paris                       | GMT Productions                                                        | Oui | Fiche |
| 17 | Les Témoins                           | 2                 | 14                | 2015            | 2017          | 52                          | Le Tréport           | Seine-Maritime              | Pictanovo, Cinétévé                                                    | Oui | Fiche |
| 18 | Duel au soleil                        | 2                 | 12                | 2014            | 2016          | 52                          | Bastia               | Haute-Corse                 | AT-Productions, Elephant Story                                         | Oui | Fiche |
| 19 | Deux flics sur les docks              | 6                 | 12                | 2011            | 2016          | 90                          | Le Havre             | Seine-Maritime              | GTV-Gétévé                                                             | Non | Fiche |
| 20 | Le Passager                           | 1                 | 6                 | 2015            | 2015          | 52                          | Bordeaux             | Gironde                     | Euro Media France, EuropaCorp Télévision                               | Oui | Fiche |
| 21 | Détectives                            | 2                 | 16                | 2013            | 2014          | 52                          | Paris                | Paris                       | Delante Films                                                          | Non | Fiche |
| 22 | Les Limiers                           | 1                 | 6                 | 2013            | 2013          | 52                          | Paris                | Paris                       | CALT                                                                   | Non | Fiche |
| 23 | Duo                                   | 1                 | 6                 | 2012            | 2012          | 52                          | Paris                | Paris                       | Telfrance                                                              | Non | Fiche |
| 24 | Antigone 34                           | 1                 | 6                 | 2012            | 2012          | 52                          | Montpellier          | Hérault                     | Mascaret Films                                                         | Oui | Fiche |
| 25 | Main courante                         | 1                 | 8                 | 2012            | 2012          | 52                          | Nantes               | Loire-Atlantique            | Mandarin Films                                                         | Non | Fiche |
| 26 | Trafics                               | 1                 | 6                 | 2012            | 2012          | 52                          | Paris                | Paris                       | A Prime Group, Skyprod, Exilène Films                                  | Non | Fiche |
| 27 | Un flic                               | 6                 | 13                | 2007            | 2012          | 90                          | Paris                | Paris                       | Image et Compagnie, Jimmy Productions                                  | Non | Fiche |
| 28 | Tango                                 | 1                 | 3                 | 2010            | 2011          | 90                          | Paris                | Paris                       | Capa Drama                                                             | Non | Fiche |
| 29 | Sur le fil                            | 3                 | 18                | 2007            | 2010          | 52                          | Paris                | Paris                       | Son et Lumière                                                         | Oui | Fiche |
| 30 | Action spéciale douanes               | 1                 | 6                 | 2009            | 2009          | 52                          | Marseille            | Bouches-du-Rhône            | A Prime Group, Exilène Films                                           | Non | Fiche |
| 31 | Central Nuit                          | 7                 | 43                | 2001            | 2009          | 52                          | Paris                | Paris                       | GTV-Gétévé                                                             | Oui | Fiche |
| 32 | PJ                                    | 13                | 146               | 1997            | 2009          | 52                          | Paris                | Paris                       | Telfrance                                                              | Oui | Fiche |
| 33 | Groupe flag                           | 4                 | 24                | 2002            | 2008          | 52                          | Paris                | Paris                       | Dune Productions                                                       | Non | Fiche |
| 34 | Greco                                 | 1                 | 6                 | 2007            | 2007          | 52                          | Paris                | Paris                       | PM Films                                                               | Oui | Fiche |
| 35 | Préjudices                            | 1                 | 115               | 2006            | 2006          | 22                          | Paris                | Paris                       | AT Production                                                          | Non | Fiche |
| 36 | Homicides                             | 1                 | 6                 | 2006            | 2006          | 52                          | Paris                | Paris                       | FIT Productions                                                        | Non | Fiche |
| 37 | La Crim'                              | 8                 | 78                | 1999            | 2006          | 52                          | Paris                | Paris                       | FIT Productions                                                        | Oui | Fiche |
| 38 | Quai n° 1                             | 9                 | 23                | 1997            | 2006          | 90                          | Paris                | Paris                       | Hamster Productions                                                    | Non | Fiche |
| 39 | Trois femmes flics                    | 1                 | 6                 | 2005            | 2005          | 52                          | Paris                | Paris                       | Capa Drama                                                             | Non | Fiche |
| 40 | Les Enquêtes d'Éloïse Rome            | 4                 | 24                | 2001            | 2005          | 52                          | Paris                | Paris                       | Escazal Films                                                          | Non | Fiche |
| 41 | Maigret                               | 14                | 54                | 1991            | 2005          | 90                          | Paris                | Paris                       | Dune Productions                                                       | Oui | Fiche |
| 42 | B.R.I.G.A.D.                          | 2                 | 12                | 2000            | 2004          | 52                          | Paris                | Paris                       | Expand Drama / Zen production                                          | Non | Fiche |
| 43 | Frank Riva                            | 2                 | 6                 | 2002            | 2003          | 90                          | Paris                | Paris                       | AT-Productions                                                         | Oui | Fiche |
| 44 | Crimes en série                       | 1                 | 11                | 1998            | 2003          | 90                          | Paris                | Paris                       | Alya Productions                                                       | Non | Fiche |
| 45 | Nestor Burma                          | 8                 | 39                | 1991            | 2003          | 90                          | Paris                | Paris                       | DEMD Productions                                                       | Oui | Fiche |
| 46 | Lyon police spéciale                  | 2                 | 8                 | 2000            | 2000          | 90                          | Lyon                 | Rhône                       | Alya Productions, Chrysalide Films                                     | Non | Fiche |
| 47 | Un flic nommé Lecoeur                 | 1                 | 6                 | 2000            | 2000          | 52                          | Paris                | Paris                       | Dargaud Marina                                                         | Non | Fiche |
| 48 | Maître Da Costa                       | 1                 | 7                 | 1997            | 1999          | 90                          | Paris                | Paris                       | Taurus Films                                                           | Oui | Fiche |
| 49 | Dossiers : Disparus                   | 2                 | 12                | 1998            | 1998          | 52                          | Paris                | Paris                       | Télé-Images Création                                                   | Non | Fiche |
| 50 | Au cœur de la loi                     | 1                 | 6                 | 1998            | 1998          | 52                          | Paris                | Paris                       | Kien Productions                                                       | Non | Fiche |
| 51 | Frères et Flics                       | 1                 | 6                 | 1998            | 1998          | 52                          | Nice                 | Alpes-Maritimes             | Cinétévé                                                               | Non | Fiche |
| 52 | Le R.I.F.                             | 1                 | 4                 | 1995            | 1996          | 90                          | Paris                | Paris                       | Télé Images                                                            | Non | Fiche |
| 53 | Novacek                               | 1                 | 6                 | 1994            | 1996          | 90                          | Paris                | Paris                       | NC                                                                     | Non | Fiche |
| 54 | Les Cinq Dernières Minutes            | 4                 | 149               | 1958            | 1996          | 90                          | Paris                | Paris                       | SFP                                                                    | Oui | Fiche |
| 55 | Renseignements généraux               | 5                 | 14                | 1989            | 1995          | 90                          | Paris                | Paris                       | Pathé Télévision                                                       | Non | Fiche |
| 56 | Le Lyonnais                           | 1                 | 9                 | 1990            | 1992          | 96                          | Lyon                 | Rhône                       | Télé-Hachette                                                          | Non | Fiche |
| 57 | Panique aux Caraïbes                  | 2                 | 13                | 1988            | 1991          | 52                          | Pointe-à-Pitre       | Guadeloupe                  | SFP                                                                    | Non | Fiche |
| 58 | Hôtel de police                       | 3                 | 24                | 1985            | 1990          | 52                          | Marseille, Paris     | Bouches-du-Rhône, Paris     | Telfrance                                                              | Non | Fiche |
| 59 | David Lansky                          | 1                 | 4                 | 1989            | 1989          | 90                          | Paris                | Paris                       | Fechner Audiovisuel                                                    | Oui | Fiche |
| 60 | Les Enquêtes Caméléon                 | 1                 | 5                 | 1987            | 1987          | 70                          | Paris                | Paris                       | Emma Production.                                                       | Non | Fiche |
| 61 | Disparitions                          | 1                 | 5                 | 1987            | 1987          | 70                          | Paris                | Paris                       | Emma Production.                                                       | Non | Fiche |
| 62 | Les Brigades du Tigre                 | 6                 | 36                | 1974            | 1983          | 52                          | Versailles           | Yvelines                    | Télécip                                                                | Oui | Fiche |
| 63 | Une affaire pour Männdli              | 2                 | 26                | 1980            | 1981          | 30                          | Zurich               | --                          | Intertel Production                                                    | Non | Fiche |
| 64 | Brigade des mineurs                   | 1                 | 8                 | 1977            | 19279         | 90                          | Paris                | Paris                       | SFP                                                                    | Non | Fiche |
| 65 | Un juge, un flic                      | 1                 | 12                | 1977            | 1979          | 52                          | Paris                | Paris                       | SFP                                                                    | Non | Fiche |
| 66 | Madame le juge                        | 1                 | 6                 | 1978            | 1978          | 90                          | Aix-en-Provence      | Bouches-du-Rhône            | Taurus Films, Amaya Technisonor                                        | Oui | Fiche |

### FR3puisFrance 3
29 séries policières françaises ont été ou sont diffusées sur France 3 depuis 1985. Les séries sont classées par année de fin de diffusion de la plus récente à la plus ancienne.
| N° | Nom                                  | Nombre de saisons | Nombre d'épisodes   | Début diffusion | Fin diffusion | Durée des épisodes (en min) | Durée des épisodes (en min) | Lieu(x) des enquêtes | Département(s) des enquêtes | Société(s) de production (hors chaînes de télé et sociétés étrangères) | Société(s) de production (hors chaînes de télé et sociétés étrangères) | Société(s) de production (hors chaînes de télé et sociétés étrangères) | DVD | Fiche |
| N° | Nom                                  | Nombre de saisons | Nombre d'épisodes   | Début diffusion | Fin diffusion | 1                           | 2                           | Lieu(x) des enquêtes | Département(s) des enquêtes | 1                                                                      | 2                                                                      | 3                                                                      | DVD | Fiche |
| -- | ------------------------------------ | ----------------- | ------------------- | --------------- | ------------- | --------------------------- | --------------------------- | -------------------- | --------------------------- | ---------------------------------------------------------------------- | ---------------------------------------------------------------------- | ---------------------------------------------------------------------- | --- | ----- |
| 1  | Le Voyageur                          | 2                 | 7                   | 2019            | En cours      | 90                          | --                          | Plusieurs villes     | Plusieurs départements      | Telecip                                                                | --                                                                     | --                                                                     | Non | Fiche |
| 2  | Alexandra Ehle                       | 3                 | 9                   | 2018            | En cours      | 90                          | --                          | Bordeaux             | Gironde                     | Carma Films                                                            | --                                                                     | --                                                                     | Non | Fiche |
| 3  | Cassandre                            | 6                 | 22                  | 2016            | En cours      | 90                          | --                          | Annecy               | Haute-Savoie                | Barjac Productions                                                     | --                                                                     | --                                                                     | Non | Fiche |
| 4  | La Stagiaire                         | 7                 | 50                  | 2016            | En cours      | 52                          | --                          | Marseille            | Bouches-du-Rhône            | Elephant Story                                                         | --                                                                     | --                                                                     | Non | Fiche |
| 5  | Capitaine Marleau                    | 4                 | 28                  | 2015            | En cours      | 90                          | --                          | Plusieurs villes     | Plusieurs départements      | Passionfilms                                                           | --                                                                     | --                                                                     | Oui | Fiche |
| 6  | Meurtres à...                        | 6                 | 57 + 28 hors séries | 2013            | En cours      | 90                          | --                          | Plusieurs villes     | Plusieurs départements      | /                                                                      | --                                                                     | --                                                                     | Oui | Fiche |
| 7  | Tandem                               | 6                 | 72                  | 2016            | 2024          | 52                          | --                          | Montpellier          | Hérault                     | DEMD Productions                                                       | --                                                                     | --                                                                     | Non | Fiche |
| 8  | Crimes parfaits                      | 3                 | 32                  | 2017            | 2023          | 52                          | --                          | Plusieurs villes     | Plusieurs départements      | GMT                                                                    | --                                                                     | --                                                                     | Non | Fiche |
| 9  | Mongeville                           | 7                 | 26                  | 2013            | 2021          | 90                          | --                          | Bordeaux puis Lyon   | Gironde                     | Son et Lumière                                                         | --                                                                     | --                                                                     | Non | Fiche |
| 10 | Agathe Koltès                        | 2                 | 10                  | 2016            | 2017          | 52                          | --                          | Vannes               | Morbihan                    | GMT Productions                                                        | --                                                                     | --                                                                     | Non | Fiche |
| 11 | Origines                             | 2                 | 12                  | 2014            | 2016          | 52                          | --                          | Angoulême            | Charente                    | Sama Productions                                                       | --                                                                     | --                                                                     | Non | Fiche |
| 12 | Le Sang de la vigne                  | 7                 | 22                  | 2011            | 2017          | 90                          | --                          | Plusieurs villes     | Plusieurs départements      | Telecip                                                                | --                                                                     | --                                                                     | Oui | Fiche |
| 13 | Commissaire Magellan                 | 10                | 38                  | 2009            | 2021          | 90                          | --                          | Saignac              | Nord                        | JLA Productions                                                        | --                                                                     | --                                                                     | Non | Fiche |
| 14 | Commissaire Laviolette               | 1                 | 8                   | 2006            | 2016          | 90                          | --                          | Digne-les-Bains      | Alpes-de-Haute-Provence     | GTV-Gétévé                                                             | --                                                                     | --                                                                     | Oui | Fiche |
| 15 | Crimes et botanique                  | 1                 | 4                   | 2015            | 2015          | 52                          | --                          | Montpellier          | Hérault                     | Bankizz Productions                                                    | --                                                                     | --                                                                     | Non | Fiche |
| 16 | Enquêtes réservées                   | 6                 | 42                  | 2008            | 2013          | 52                          | --                          | Marseille            | Bouches-du-Rhône            | Barjac Productions                                                     | Telfrance                                                              | BE-FILMS                                                               | Non | Fiche |
| 17 | Adresse inconnue                     | 2                 | 10                  | 2008            | 2009          | 52                          | --                          | Lille                | Nord                        | Télécip                                                                | --                                                                     | --                                                                     | Non | Fiche |
| 18 | La Louve                             | 1                 | 3                   | 2007            | 2009          | 90                          | --                          | Lyon                 | Rhône                       | Link's Productions                                                     | --                                                                     | --                                                                     | Non | Fiche |
| 19 | Mac Orlan                            | 1                 | 4                   | 2009            | 2009          | 52                          | --                          | Marseille            | Bouches-du-Rhône            | EuropaCorp Television                                                  | Fontana Productions                                                    | --                                                                     | Non | Fiche |
| 20 | Action Justice                       | 1                 | 3                   | 2002            | 2003          | 90                          | --                          | Marseille            | Bouches-du-Rhône            | Mars International production                                          | --                                                                     | --                                                                     | Non | Fiche |
| 21 | Le boiteux                           | 2                 | 3                   | 1998            | 2002          | 90                          | --                          | Bordeaux             | Gironde                     | GTV-Gétévé                                                             | --                                                                     | --                                                                     | Non | Fiche |
| 22 | Jacotte                              | 1                 | 7                   | 1999            | 1999          | 90                          | 52                          |                      |                             | FBG Productions                                                        | --                                                                     | --                                                                     | Non | Fiche |
| 23 | Mélissol                             | 1                 | 7                   | 1999            | 1999          | 52                          | --                          | Montélimar           | Drôme                       | BFC Productions                                                        | --                                                                     | --                                                                     | Non | Fiche |
| 24 | Les Nouveaux Exploits d'Arsène Lupin | 1                 | 8                   | 1995            | 1996          | 90                          | --                          | Paris                | Paris                       | Mars International Productions                                         | --                                                                     | --                                                                     | Non | Fiche |
| 25 | Police des polices                   | 1                 | 6                   | 1995            | 1995          | 52                          | --                          | Lyon                 | Rhône                       | Falcon Productions                                                     | --                                                                     | --                                                                     | Non | Fiche |
| 26 | Placé en garde à vue                 | 1                 | 26                  | 1994            | 1995          | 52                          | --                          |                      |                             | Blue Dahlia Productions                                                | --                                                                     | --                                                                     | Non | Fiche |
| 27 | Le Retour d'Arsène Lupin             | 1                 | 12                  | 1989            | 1990          | 55                          | --                          | Paris                | Paris                       | Mars International Productions                                         | --                                                                     | --                                                                     | Non | Fiche |
| 28 | Madame et ses flics                  | 2                 | 12                  | 1985            | 1986          | 52                          | --                          | Paris                | Paris                       | SFP                                                                    | --                                                                     | --                                                                     | Non | Fiche |
| 29 | Brigade Verte                        | 1                 | 8                   | 1985            | 1985          | 55                          | --                          | Nice                 | Alpes-Maritimes             | Telfrance                                                              | --                                                                     | --                                                                     | Non | Fiche |

### Canal+
6 séries policières françaises ont été ou sont diffusées sur Canal+ depuis 2005. Les séries sont classées par année de fin de diffusion de la plus récente à la plus ancienne.
| N° | Nom                 | Nombre de saisons | Nombre d'épisodes | Début diffusion | Fin diffusion | Durée des épisodes (en min) | Lieu(x) des enquêtes | Département(s) des enquêtes | Société(s) de production (hors chaînes de télé et sociétés étrangères) | Société(s) de production (hors chaînes de télé et sociétés étrangères) | DVD | Fiche |
| N° | Nom                 | Nombre de saisons | Nombre d'épisodes | Début diffusion | Fin diffusion | Durée des épisodes (en min) | Lieu(x) des enquêtes | Département(s) des enquêtes | 1                                                                      | 2                                                                      | DVD | Fiche |
| -- | ------------------- | ----------------- | ----------------- | --------------- | ------------- | --------------------------- | -------------------- | --------------------------- | ---------------------------------------------------------------------- | ---------------------------------------------------------------------- | --- | ----- |
| 1  | Engrenages          | 8                 | 86                | 2005            | 2020          | 52                          | Paris                | Paris                       | Son et Lumière                                                         | --                                                                     | Oui | Fiche |
| 2  | Section Zéro        | 1                 | 8                 | 2016            | 2016          | 52                          | Paris                | Paris                       | Europacorp Television                                                  | --                                                                     | Oui | Fiche |
| 3  | Panthers            | 1                 | 6                 | 2015            | 2015          | 45                          | Marseille            | Bouches-du-Rhône            | Haut et Court                                                          | --                                                                     | Oui | Fiche |
| 4  | Tunnel              | 3                 | 24                | 2013            | 2017          | 45                          | Calais               | Pas-de-Calais               | Shine France                                                           | --                                                                     | Oui | Fiche |
| 5  | Braquo              | 4                 | 32                | 2009            | 2016          | 52                          | Paris                | Paris                       | BE-FILMS                                                               | Capa Drama                                                             | Oui | Fiche |
| 6  | Sécurité intérieure | 1                 | 8                 | 2007            | 2007          | 52                          | Paris                | Paris                       | BE-FILMS                                                               | --                                                                     | Oui | Fiche |

### M6
12 séries policières françaises ont été diffusées sur M6 de 2000 à 2010. Les séries sont classées par année de fin de diffusion de la plus récente à la plus ancienne.
| N° | Nom                 | Nombre de saisons | Nombre d'épisodes | Début diffusion | Fin diffusion | Durée des épisodes (en min) | Lieu(x) des enquêtes | Département(s) des enquêtes | Société(s) de production (hors chaînes de télé et sociétés étrangères) | Société(s) de production (hors chaînes de télé et sociétés étrangères) | DVD | Fiche |
| N° | Nom                 | Nombre de saisons | Nombre d'épisodes | Début diffusion | Fin diffusion | Durée des épisodes (en min) | Lieu(x) des enquêtes | Département(s) des enquêtes | 1                                                                      | 2                                                                      | DVD | Fiche |
| -- | ------------------- | ----------------- | ----------------- | --------------- | ------------- | --------------------------- | -------------------- | --------------------------- | ---------------------------------------------------------------------- | ---------------------------------------------------------------------- | --- | ----- |
| 1  | Les Bleus           | 4                 | 34                | 2006            | 2010          | 52                          | Paris                | Paris                       | EuropaCorp Television                                                  | --                                                                     | Oui | Fiche |
| 2  | Cellule Identité    | 1                 | 6                 | 2008            | 2008          | 52                          | Paris                | Paris                       | DEMD Productions                                                       | Fontana Productions                                                    | Oui | Fiche |
| 3  | Duval et Moretti    | 1                 | 21                | 2008            | 2008          | 52                          | Paris                | Paris                       | Italique Productions                                                   | --                                                                     | Oui | Fiche |
| 4  | Les Tricheurs       | 1                 | 4                 | 2006            | 2008          | 90                          | Paris                | Paris                       | BB Films                                                               | BE-FILMS                                                               | Non | Fiche |
| 5  | Élodie Bradford     | 1                 | 5                 | 2004            | 2007          | 90                          | Paris                | Paris                       | BB Films                                                               | --                                                                     | Oui | Fiche |
| 6  | Alice et Charlie    | 1                 | 2                 | 2006            | 2006          | 90                          | Paris                | Paris                       | Rendez-vous Productions                                                | --                                                                     | Non | Fiche |
| 7  | Léa Parker          | 2                 | 50                | 2004            | 2006          | 52                          | Paris                | Paris                       | Les Auteurs Associés                                                   | --                                                                     | Oui | Fiche |
| 8  | Jeff et Léo         | 2                 | 14                | 2004            | 2006          | 52                          | Paris                | Paris                       | Murmures Productions                                                   | --                                                                     | Non | Fiche |
| 9  | Ariane Ferry        | 1                 | 6                 | 2004            | 2004          | 52                          | Paris                | Paris                       | Alizés Films                                                           | --                                                                     | Non | Fiche |
| 10 | Brigade des mineurs | 1                 | 6                 | 2002            | 2003          | 52                          | Paris                | Paris                       | Tétra Média                                                            | --                                                                     | Non | Fiche |
| 11 | Police District     | 3                 | 18                | 2000            | 2003          | 52                          | Paris                | Paris                       | Capa Drama                                                             | --                                                                     | Oui | Fiche |
| 12 | La Ligne noire      | 1                 | 6                 | 2002            | 2002          | 52                          | Paris                | Paris                       | Elzevir Films                                                          | --                                                                     | Non | Fiche |

### Arte
3 séries policières françaises ont été diffusées sur Arte de 2014 à 2016. Les séries sont classées par année de fin de diffusion de la plus récente à la plus ancienne.
| N° | Nom            | Nombre de saisons | Nombre d'épisodes | Début diffusion | Fin diffusion | Durée des épisodes (en min) | Lieu(x) des enquêtes | Département(s) des enquêtes | Société(s) de production (hors chaînes de télé et sociétés étrangères) | DVD | Fiche |
| -- | -------------- | ----------------- | ----------------- | --------------- | ------------- | --------------------------- | -------------------- | --------------------------- | ---------------------------------------------------------------------- | --- | ----- |
| 1  | En immersion   | 1                 | 3                 | 2016            | 2016          | 52                          | Paris                | Paris                       | Mascaret Films                                                         | Oui | Fiche |
| 2  | Virage Nord    | 1                 | 3                 | 2015            | 2015          | 52                          | Boulogne-sur-Mer     | Pas-de-Calais               | Aeternam Films                                                         | Non | Fiche |
| 3  | P'tit Quinquin | 1                 | 4                 | 2014            | 2014          | 52                          | Boulogne-sur-Mer     | Pas-de-Calais               | 3B Productions                                                         | Oui | Fiche |

## Anciennes chaînes

### France Ô
2 séries policières françaises ont été diffusées sur France Ô de 2019 à 2020. Les séries sont classées par année de fin de diffusion de la plus récente à la plus ancienne.
| N° | Nom         | Nombre de saisons | Nombre d'épisodes | Début diffusion | Fin diffusion | Durée des épisodes (en min) | Lieu(x) des enquêtes | Département(s) des enquêtes | Société(s) de production (hors chaînes de télé et sociétés étrangères) | DVD | Fiche |
| -- | ----------- | ----------------- | ----------------- | --------------- | ------------- | --------------------------- | -------------------- | --------------------------- | ---------------------------------------------------------------------- | --- | ----- |
| 1  | O.P.J.      | 2                 | 50                | 2019            | En cours      | 26                          | Nouméa               | Nouvelle-Calédonie          | Terence Films                                                          | Non | Fiche |
| 2  | Tahiti PK.0 | 1                 | 3                 | 2019            | 2021          | 52                          | Papeete              | Polynésie française         | Pacific TV Production Tahiti                                           | Non | Fiche |

### La Cinq
6 séries policières françaises ont été diffusées sur La Cinq de 1989 à 1992. Les séries sont classées par année de fin de diffusion de la plus récente à la plus ancienne.
| N° | Nom                            | Nombre de saisons | Nombre d'épisodes | Début diffusion | Fin diffusion     | Durée des épisodes (en min) | Société(s) de production (hors chaînes de télé et sociétés étrangères) | Société(s) de production (hors chaînes de télé et sociétés étrangères) | DVD | Fiche |
| N° | Nom                            | Nombre de saisons | Nombre d'épisodes | Début diffusion | Fin diffusion     | Durée des épisodes (en min) | 1                                                                      | 2                                                                      | DVD | Fiche |
| -- | ------------------------------ | ----------------- | ----------------- | --------------- | ----------------- | --------------------------- | ---------------------------------------------------------------------- | ---------------------------------------------------------------------- | --- | ----- |
| 1  | D'amour et d'aventure          | 1                 | 4                 | 1991 sur Canal+ | 1996 sur France 2 | 90                          | Télé Hachette                                                          | GMT Productions                                                        | Non | Fiche |
| 2  | Maxime et Wanda                | 1                 | 3                 | 1991            | 1995 sur M6       | 90                          | Télé Hachette                                                          | FIT Productions                                                        | Non | Fiche |
| 3  | Aldo tous risques              | 1                 | 4                 | 1991            | 1995 sur M6       | 90                          | GMT Productions                                                        |                                                                        | Oui | Fiche |
| 4  | Police secrets                 | 1                 | 9                 | 1991            | 1994 sur France 3 | 90                          | Falcon Productions                                                     |                                                                        | Non | Fiche |
| 5  | Flash, le reporter-photographe | 1                 | 6                 | 1992            | 1992              | 90                          | SFP                                                                    |                                                                        | Non | Fiche |
| 6  | Super Polar                    | 1                 | 7                 | 1989            | 1990              | 90                          | Hamster Productions                                                    |                                                                        | Non | Fiche |

### RTFpuisORTF
10 séries policières françaises ont été diffusées sur ORTF de 1962 à 1990. Les séries sont classées par année de fin de diffusion de la plus récente à la plus ancienne.
| N° | Nom                                 | Nombre de saisons | Nombre d'épisodes | Début diffusion | Fin diffusion | Durée des épisodes (en min) | DVD | Fiche |
| -- | ----------------------------------- | ----------------- | ----------------- | --------------- | ------------- | --------------------------- | --- | ----- |
| 1  | Les Enquêtes du commissaire Maigret | 24                | 88                | 1967            | 1990          | 90                          | Oui | Fiche |
| 2  | Arsène Lupin                        | 2                 | 26                | 1971            | 1974          | 55                          | Oui | Fiche |
| 3  | Les Nouvelles Aventures de Vidocq   | 1                 | 13                | 1971            | 1973          | 55                          | Oui | Fiche |
| 4  | Les dossiers de maître Robineau     | 1                 | 4                 | 1972            | 1972          | 90                          | Non | Fiche |
| 5  | Les Enquêteurs associés             | 1                 | 13                | 1970            | 1970          | 26                          | Non | Fiche |
| 6  | Allo Police                         | 1                 | 36                | 1966            | 1969          | 52                          | Non | Fiche |
| 7  | Les Dossiers de l'Agence O          | 1                 | 13                | 1967            | 1968          | 50                          | Non | Fiche |
| 8  | Vidocq                              | 1                 | 13                | 1967            | 1967          | 25                          | Oui | Fiche |
| 9  | Le train bleu s'arrête 13 fois      | 1                 | 13                | 1965            | 1966          | 90                          | Non | Fiche |
| 10 | L'inspecteur Leclerc enquête        | 2                 | 39                | 1962            | 1963          | 26                          | Oui | Fiche |

## Récapitulatif
(avril 2022).
- Si vous ne connaissez pas le sujet, laissez ce bandeau (vous pouvez alors contacter les auteurs).
- Si vous supprimez le contenu mis en cause (vous pouvez préalablement contacter les auteurs),

argumentez précisément cette suppression dans la page de discussion
(un manque de référence n'est pas un argument ; une recherche réelle de référence doit avoir été effectuée, être formellement documentée).

### Récapitulatif des séries
| Chaîne   | Nombre de séries policières | 1re série policière diffusée | Année diffusion 1re série policière | Nombre de série(s) policière(s) en cours | Dernière(s) série(s) policière(s) diffusée(s) | Dernière(s) série(s) policière(s) diffusée(s) | Année diffusion dernière(s) série(s) policière(s) |
| -------- | --------------------------- | ---------------------------- | ----------------------------------- | ---------------------------------------- | --------------------------------------------- | --------------------------------------------- | ------------------------------------------------- |
| TF1      | 87                          | Commissaire Moulin           | 1976                                | 3                                        | HPI                                           | 2021                                          | En cours                                          |
| TF1      | 87                          | Commissaire Moulin           | 1976                                | 3                                        | Balthazar                                     | 2018                                          | En cours                                          |
| TF1      | 87                          | Commissaire Moulin           | 1976                                | 3                                        | Léo Matteï                                    | 2013                                          | En cours                                          |
| France 2 | 65                          | Les Cinq Dernières Minutes   | 1958                                | 9                                        | Les Invisibles                                | 2021                                          | En cours                                          |
| France 2 | 65                          | Les Cinq Dernières Minutes   | 1958                                | 9                                        | Tropiques criminels                           | 2019                                          | En cours                                          |
| France 2 | 65                          | Les Cinq Dernières Minutes   | 1958                                | 9                                        | Astrid et Raphaëlle                           | 2019                                          | En cours                                          |
| France 2 | 65                          | Les Cinq Dernières Minutes   | 1958                                | 9                                        | Les Rivières pourpres                         | 2018                                          | En cours                                          |
| France 2 | 65                          | Les Cinq Dernières Minutes   | 1958                                | 9                                        | L'Art du crime                                | 2017                                          | En cours                                          |
| France 2 | 65                          | Les Cinq Dernières Minutes   | 1958                                | 9                                        | Alex Hugo                                     | 2014                                          | En cours                                          |
| France 2 | 65                          | Les Cinq Dernières Minutes   | 1958                                | 9                                        | Candice Renoir                                | 2013                                          | En cours                                          |
| France 2 | 65                          | Les Cinq Dernières Minutes   | 1958                                | 9                                        | Meurtres au Paradis                           | 2011                                          | En cours                                          |
| France 2 | 65                          | Les Cinq Dernières Minutes   | 1958                                | 9                                        | Les Petits Meurtres d'Agatha Christie         | 2009                                          | En cours                                          |
| France 3 | 29                          | Brigade Verte                | 1985                                | 8                                        | Le Voyageur                                   | 2019                                          | En cours                                          |
| France 3 | 29                          | Brigade Verte                | 1985                                | 8                                        | Alexandra Ehle                                | 2018                                          | En cours                                          |
| France 3 | 29                          | Brigade Verte                | 1985                                | 8                                        | Crimes parfaits                               | 2017                                          | En cours                                          |
| France 3 | 29                          | Brigade Verte                | 1985                                | 8                                        | Cassandre                                     | 2016                                          | En cours                                          |
| France 3 | 29                          | Brigade Verte                | 1985                                | 8                                        | La Stagiaire                                  | 2016                                          | En cours                                          |
| France 3 | 29                          | Brigade Verte                | 1985                                | 8                                        | Tandem                                        | 2016                                          | En cours                                          |
| France 3 | 29                          | Brigade Verte                | 1985                                | 8                                        | Capitaine Marleau                             | 2015                                          | En cours                                          |
| France 3 | 29                          | Brigade Verte                | 1985                                | 8                                        | Meurtres à...                                 | 2013                                          | En cours                                          |
| Canal +  | 6                           | Engrenages                   | 2005                                | 0                                        | Engrenages                                    | 2005                                          | 2020                                              |
| M6       | 13                          | Police District              | 2000                                | 0                                        | Les Bleus                                     | 2006                                          | 2010                                              |
| Arte     | 3                           | P'tit Quinquin               | 2014                                | 0                                        | En immersion                                  | 2016                                          | 2016                                              |

### Récapitulatif des lieux d'enquêtes (hors villes fictives et villes étrangères)
|    |                  | TF1 | France 2 | France 3 | Canal + | M6 | Arte | Total |
| -- | ---------------- | --- | -------- | -------- | ------- | -- | ---- | ----- |
| 1  | Aix-en-Provence  | 4   | 1        | -        | -       | -  | -    | 5     |
| 2  | Aix-les-Bains    | 1   | -        | -        | -       | -  | -    | 1     |
| 3  | Angoulême        | -   | -        | 1        | -       | -  | -    | 1     |
| 4  | Annecy           | 1   | -        | 1        | -       | -  | -    | 1     |
| 5  | Auxerre          | 1   | -        | -        | -       | -  | -    | 1     |
| 6  | Bastia           | -   | 1        | -        | -       | -  | -    | 1     |
| 7  | Bordeaux         | 2   | 2        | 2        | -       | -  | -    | 6     |
| 8  | Boulogne-sur-Mer | -   | -        | -        | -       | -  | 2    | 2     |
| 9  | Brest            | -   | 1        | -        | -       | -  | -    | 1     |
| 10 | Calais           | -   | -        | -        | 1       | -  | -    | 1     |
| 11 | Cannes           | 1   | -        | -        | -       | -  | -    | 1     |
| 12 | Carpentras       | 1   | -        | -        | -       | -  | -    | 1     |
| 13 | Digne-les-Bains  | -   | -        | 1        | -       | -  | -    | 1     |
| 14 | Grasse           | 1   | -        | -        | -       | -  | -    | 1     |
| 15 | Guérande         | 1   | -        | -        | -       | -  | -    | 1     |
| 16 | Le Havre         | -   | 1        | -        | -       | -  | -    | 1     |
| 17 | Le Tréport       | -   | 1        | -        | -       | -  | -    | 1     |
| 18 | Lille            | 1   | 1        | 1        | -       | -  | -    | 3     |
| 19 | Lyon             | 2   | 5        | 2        | -       | -  | -    | 9     |
| 20 | Marseille        | 2   | 2        | 4        | 1       | -  | -    | 9     |
| 21 | Montpellier      | -   | 1        | 2        | -       | -  | -    | 3     |
| 22 | Nanterre         | 2   | -        | -        | -       | -  | -    | 2     |
| 23 | Nantes           | -   | 1        | -        | -       | -  | -    | 1     |
| 24 | Nice             | 1   | -        | -        | -       | -  | -    | 1     |
| 25 | Orcières         | -   | 1        | -        | -       | -  | -    | 1     |
| 26 | Paris            | 46  | 35       | 1        | 4       | 11 | 1    | 97    |
| 27 | Saint-Martin     | 1   | -        | -        | -       | -  | -    | 1     |
| 28 | Sète             | 1   | 1        | -        | -       | 1  | -    | 3     |
| 29 | Vannes           | -   | -        | 1        | -       | -  | -    | 1     |
| 30 | Versailles       | 2   | 1        | -        | -       | -  | -    | 3     |

### Récapitulatif des départements d'enquêtes
|    |                         | TF1 | France 2 | France 3 | Canal + | M6 | Arte | Total |
| -- | ----------------------- | --- | -------- | -------- | ------- | -- | ---- | ----- |
| 1  | Alpes-de-Haute-Provence | -   | -        | 1        | -       | -  | -    | 1     |
| 2  | Alpes-Maritimes         | 3   | 1        | -        | -       | -  | -    | 4     |
| 3  | Bouches-du-Rhône        | 6   | 3        | 4        | 1       | -  | -    | 14    |
| 4  | Charente                | -   | -        | 1        | -       | -  | -    | 1     |
| 5  | Corse                   | -   | 2        | -        | -       | -  | -    | 2     |
| 6  | Essonne                 | 1   | -        | -        | -       | -  | -    | 1     |
| 7  | Finistère               | 1   | 1        | -        | -       | -  | -    | 2     |
| 8  | Gironde                 | 2   | -        | 2        | -       | -  | -    | 4     |
| 9  | Haute-Savoie            | -   | -        | 1        | -       | -  | -    | 1     |
| 10 | Hautes-Alpes            | -   | 1        | -        | -       | -  | -    | 1     |
| 11 | Hauts-de-Seine          | 2   | -        | -        | -       | -  | -    | 2     |
| 12 | Hérault                 | 1   | 2        | 2        | -       | 1  | -    | 4     |
| 13 | Loire-Atlantique        | 1   | 1        | -        | -       | -  | -    | 2     |
| 14 | Morbihan                | -   | -        | 1        | -       | -  | -    | 1     |
| 15 | Nord                    | 1   | 1        | 2        | -       | -  | -    | 4     |
| 16 | Paris                   | 45  | 35       | 1        | 4       | 11 | 1    | 96    |
| 17 | Pas-de-Calais           | -   | -        | -        | 1       | -  | 2    | 3     |
| 18 | Rhône                   | 2   | 5        | 2        | -       | -  | -    | 9     |
| 19 | Savoie                  | 1   | -        | -        | -       | -  | -    | 1     |
| 20 | Seine-Maritime          | -   | 2        | -        | -       | -  | -    | 2     |
| 21 | Vaucluse                | 1   | -        | -        | -       | -  | -    | 1     |
| 22 | Yonne                   | 1   | -        | -        | -       | -  | -    | 1     |
| 23 | Yvelines                | 2   | 1        | -        | -       | -  | -    | 3     |
| 24 | Guyane                  | -   | -        | -        | -       | -  | 1    | 1     |
| 25 | St-Pierre-et-Miquelon   | -   | -        | -        | -       | -  | 1    | 1     |

### Récapitulatif des durées des séries policières françaises
|   |        | TF1 | France 2 | France 3 | Canal + | M6 | Arte | Total |
| - | ------ | --- | -------- | -------- | ------- | -- | ---- | ----- |
| 1 | 45 min | 2   | -        | -        | 2       | -  | 1    | 5     |
| 2 | 52 min | 27  | 31       | 14       | 4       | 7  | 3    | 86    |
| 3 | 60 min | 1   | 1        | -        | -       | -  | -    | 2     |
| 4 | 90 min | 49  | 30       | 12       | -       | 3  | -    | 94    |

### Récapitulatif des sociétés ayant produit des séries policières françaises (hors chaînes de télé, sociétés publiques et étrangères)
|    |                                     | TF1 | France 2 | France 3 | Canal + | M6 | Arte | Total |
| -- | ----------------------------------- | --- | -------- | -------- | ------- | -- | ---- | ----- |
| 1  | 3B Productions                      | -   | -        | -        | -       | -  | 1    | 1     |
| 2  | AB Productions                      | 1   | -        | -        | -       | -  | -    | 1     |
| 3  | Adélaïde Productions                | 1   | -        | -        | -       | -  | -    | 1     |
| 4  | Aeternam Films                      | -   | -        | -        | -       | -  | 1    | 1     |
| 5  | Alizés Films                        | 2   | -        | -        | -       | -  | -    | 2     |
| 6  | Alma Productions                    | 4   | -        | -        | -       | -  | -    | 4     |
| 7  | Alya Productions                    | 1   | 2        | -        | -       | -  | -    | 3     |
| 8  | Amaya Technisonor                   | 2   | 1        | -        | -       | -  | -    | 3     |
| 9  | A Prime Group                       | -   | 2        | -        | -       | -  | -    | 2     |
| 10 | Atlantique Productions              | 1   | -        | -        | -       | -  | -    | 1     |
| 11 | AT-Productions                      | 2   | 4        | -        | -       | -  | -    | 6     |
| 12 | Aubes Productions                   | 1   | -        | -        | -       | -  | -    | 1     |
| 13 | Banco Productions                   | 1   | -        | -        | -       | -  | -    | 1     |
| 14 | Bankizz Productions                 | -   | 1        | 1        | -       | -  | -    | 2     |
| 15 | Barjac Productions                  | -   | 2        | 2        | -       | -  | -    | 4     |
| 16 | BB Films                            | -   | -        | -        | -       | 2  | -    | 2     |
| 17 | Beaubourg Audiovisuel               | 3   | -        | -        | -       | -  | -    | 3     |
| 18 | BE-FILMS                            | 3   | 1        | 1        | 2       | 1  | -    | 8     |
| 19 | Blue Dahlia Productions             | -   | 1        | 1        | -       | -  | -    | 2     |
| 20 | Boxeur 7                            | -   | 1        | -        | -       | -  | -    | 1     |
| 21 | Boxeur de lune                      | -   | 1        | -        | -       | -  | -    | 1     |
| 22 | CALT                                | -   | 1        | -        | -       | -  | -    | 1     |
| 23 | Capa Drama                          | -   | 2        | -        | 1       | 1  | -    | 4     |
| 24 | Chrysalide Films                    | -   | 1        | -        | -       | -  | -    | 1     |
| 25 | Cinétévé                            | -   | 1        | -        | -       | -  | -    | 1     |
| 26 | Compagnie des Phares et des Balises | -   | 1        | -        | -       | -  | -    | 1     |
| 27 | Delante Films                       | -   | 1        | -        | -       | -  | -    | 1     |
| 28 | Dejma Productions                   | 1   | -        | -        | -       | -  | -    | 1     |
| 29 | DEMD Productions                    | 5   | 2        | 1        | -       | 1  | -    | 9     |
| 30 | Dragons Films                       | 1   | -        | -        | -       | -  | -    | 1     |
| 31 | Dune Productions                    | 1   | 2        | -        | -       | -  | -    | 3     |
| 32 | Ego Productions                     | 2   | -        | -        | -       | -  | -    | 2     |
| 33 | Elephant Story                      | 1   | 1        | 2        | -       | -  | -    | 4     |
| 34 | Ellipse Programme                   | 1   | -        | -        | -       | -  | -    | 1     |
| 35 | Elzevir Films                       | -   | -        | -        | -       | 1  | -    | 1     |
| 36 | Escazal Films                       | 1   | 3        | -        | -       | -  | -    | 4     |
| 37 | EuropaCorp Television               | -   | -        | 1        | 1       | 1  | -    | 3     |
| 38 | Exilène Films                       | -   | 2        | -        | -       | -  | -    | 2     |
| 39 | Falcon Productions                  | -   | -        | 1        | -       | -  | -    | 1     |
| 40 | FBG Productions                     | -   | -        | 1        | -       | -  | -    | 1     |
| 41 | Fechner Audiovisuel                 | -   | 1        | -        | -       | -  | -    | 1     |
| 42 | FIT Productions                     | 1   | 2        | -        | -       | -  | -    | 3     |
| 43 | Fontana Productions                 | 1   | -        | 1        | -       | 1  | -    | 3     |
| 44 | France Films TV                     | 1   | -        | -        | -       | -  | -    | 1     |
| 45 | FullMoon Films                      | 1   | -        | -        | -       | -  | -    | 1     |
| 46 | Galaxy Films                        | 1   | -        | -        | -       | -  | -    | 1     |
| 47 | Gentleman Films                     | 1   | -        | -        | -       | -  | -    | 1     |
| 48 | GMT Productions                     | 5   | 3        | 1        | -       | -  | -    | 9     |
| 49 | GTV-Gétévé                          | -   | 2        | 2        | -       | -  | -    | 4     |
| 50 | Hamster Productions                 | 3   | 1        | -        | -       | -  | -    | 4     |
| 51 | Haut et Court                       | -   | -        | -        | 1       | -  | -    | 1     |
| 52 | Images et Compagnie                 | -   | 1        | -        | -       | -  | -    | 1     |
| 53 | Italique Productions                | -   | -        | -        | -       | 1  | -    | 1     |
| 54 | Jimmy Productions                   | -   | 1        | -        | -       | -  | -    | 1     |
| 55 | JLA Productions                     | 4   | 1        | 1        | -       | -  | -    | 6     |
| 56 | Kudos Films and Television          | -   | -        | -        | 1       | -  | -    | 1     |
| 57 | Les Auteurs Associés                | 2   | -        | -        | -       | 1  | -    | 3     |
| 58 | Les Films de l'Astre                | 1   | -        | -        | -       | -  | -    | 1     |
| 59 | LGM Films                           | 1   | -        | -        | -       | -  | -    | 1     |
| 60 | Link's Productions                  | -   | -        | 1        | -       | -  | -    | 1     |
| 61 | Little Big Films                    | 1   | -        | -        | -       | -  | -    | 1     |
| 62 | Making Prod                         | -   | 2        | -        | -       | -  | -    | 2     |
| 63 | Mandarin Films                      | 1   | 1        | -        | -       | -  | -    | 2     |
| 64 | Marathon Productions                | 2   | -        | -        | -       | -  | -    | 2     |
| 65 | Mascaret Films                      | -   | 1        | -        | -       | -  | 1    | 2     |
| 66 | MFP                                 | -   | 1        | -        | -       | -  | -    | 1     |
| 67 | Murmures Productions                | -   | -        | -        | -       | 1  | -    | 1     |
| 68 | Native                              | -   | 1        | -        | -       | -  | -    | 1     |
| 69 | Papillonnoms                        | 1   | -        | -        | -       | -  | -    | 1     |
| 70 | Paradis Films                       | -   | -        | 1        | -       | -  | -    | 1     |
| 71 | Passionfilms                        | -   | 1        | 1        | -       | -  | -    | 2     |
| 72 | Pictanovo                           | -   | 1        | -        | -       | -  | -    | 1     |
| 73 | PM Films                            | 1   | 1        | -        | -       | -  | -    | 2     |
| 74 | Protécréa                           | 1   | -        | -        | -       | -  | -    | 1     |
| 75 | Quad Productions                    | -   | 1        | -        | -       | -  | -    | 1     |
| 76 | Rendez-vous Productions             | -   | -        | -        | -       | 1  | -    | 1     |
| 77 | Saga Films                          | 1   | -        | -        | -       | -  | -    | 1     |
| 78 | Sama Productions                    | 1   | -        | 1        | -       | -  | -    | 2     |
| 79 | Septembre Productions               | -   | 1        | -        | -       | -  | -    | 1     |
| 80 | Serial Producteurs                  | 1   | -        | -        | -       | -  | -    | 1     |
| 81 | SFP                                 | 3   | 1        | -        | -       | -  | -    | 4     |
| 82 | Shine France                        | -   | 1        | -        | 1       | -  | -    | 2     |
| 83 | Skyprod                             | -   | 1        | -        | -       | -  | -    | 1     |
| 84 | Son et Lumière                      | 1   | 1        | 1        | 1       | -  | -    | 4     |
| 85 | Sony Pictures Releasing             | 2   | -        | -        | -       | -  | -    | 2     |
| 86 | Tandem Prod                         | 1   | -        | -        | -       | -  | -    | 1     |
| 87 | Taurus Films                        | 1   | 2        | -        | -       | -  | -    | 3     |
| 88 | Télécip                             | 1   | 1        | 1        | -       | -  | -    | 3     |
| 89 | Télé-Hachette                       | -   | 1        | -        | -       | -  | -    | 1     |
| 90 | Télé-Images Création                | -   | 1        | 1        | -       | -  | -    | 2     |
| 91 | Telfrance                           | 4   | 1        | 1        | -       | -  | -    | 6     |
| 92 | Tétra Média                         | -   | -        | -        | -       | 1  | -    | 1     |
| 93 | Transfilm                           | -   | 1        | -        | -       | -  | -    | 1     |
| 94 | VAB Productions                     | 2   | -        | -        | -       | -  | -    | 2     |
| 95 | Via Productions                     | 1   | -        | -        | -       | -  | -    | 1     |

## Les dix séries ayant les plus longues diffusions
- Les Cinq Dernières Minutes : 38 ans
- Commissaire Moulin : 32 ans
- Les Enquêtes du commissaire Maigret : 23 ans
- Julie Lescaut : 22 ans
- Alice Nevers : 19 ans
- Navarro, Boulevard du palais : 18 ans
- Section de recherches : 15 ans
- Les Cordier, juge et flic : 13 ans
- PJ : 12 ans